# John Owen (epigramdiktare)
John Owen (latiniserat Audoënus, Ovenus), född omkring 1564 i Wales, död 1622 i London, var en engelsk epigramdiktare på latin.
Owen, till yrket skollärare, var för sina muntra och bitande kvicka epigram känd i hela Europa som "den brittiske Martialis". Han angrep gärna påvedömet, varför hans epigram 1654 sattes på Index librorum prohibitorum. En för sin tid utmärkt upplaga av Owens Epigrammata utgavs i 2 band 1795 av Antoine-Augustin Renouard. 